# Gens Cania
La gens Cania fue una familia romana de finales de la República y en la época imperial. Ninguno de sus miembros obtuvo magistraturas importantes.

## Miembros
- Cayo Canio, un équite que defendió a Publio Rutilio Rufo, cuando fue acusado por Marco Emilio Escauro en el 107 a. C. Cicerón relata una divertida historia de cómo Canio fue acogido por un banquero en Siracusa, de nombre Pitio, en la compra de alguna propiedad.[1]
- Julio Canio, filósofo estoico del siglo I, martirizado en el reinado de Calígula y mencionado en Boecio.[2]
- Canio Rufo, poeta romano de Gades, a quien Marcial dirigió uno de sus epigramas.[3]
- San Canio, obispo de Acerenza durante el siglo III.[4]